# Museo-Archivo Tomàs Balvey
El Museo-Archivo Tomàs Balvey de Cardedeu (Vallés Oriental, provincia de Barcelona) se articula alrededor del legado de Tomàs Balvey i Bas (1865-1954), el último miembro de una estirpe de boticarios de Cardedeu. El discurso del museo se plantea en función de la farmacia y su farmacéutico, centrándose en el mundo de la enfermedad, los remedios y la salud. El Museo-Archivo está integrado en la Red de Museos Locales de la Diputación de Barcelona y en la Red de Museos de Farmacia de Cataluña.

## El edificio
Desde 1975 la sede del Museo-Archivo es el Casal Daurella, una de las primeras casas de veraneo del municipio, construida en 1848 y adquirida en 1907 por el Dr. Josep Daurella i Rull, catedrático de Filosofía y de Lógica Fundamental de la Universidad de Barcelona; en 1973 el hijo del Dr. Daurella donó el edificio al Ayuntamiento de Cardedeu. El Museo-Archivo se reinauguró en 2001, tras un periodo de reformas para mejorar su accesibilidad y adaptarlo al nuevo proyecto museológico.

## La exposición

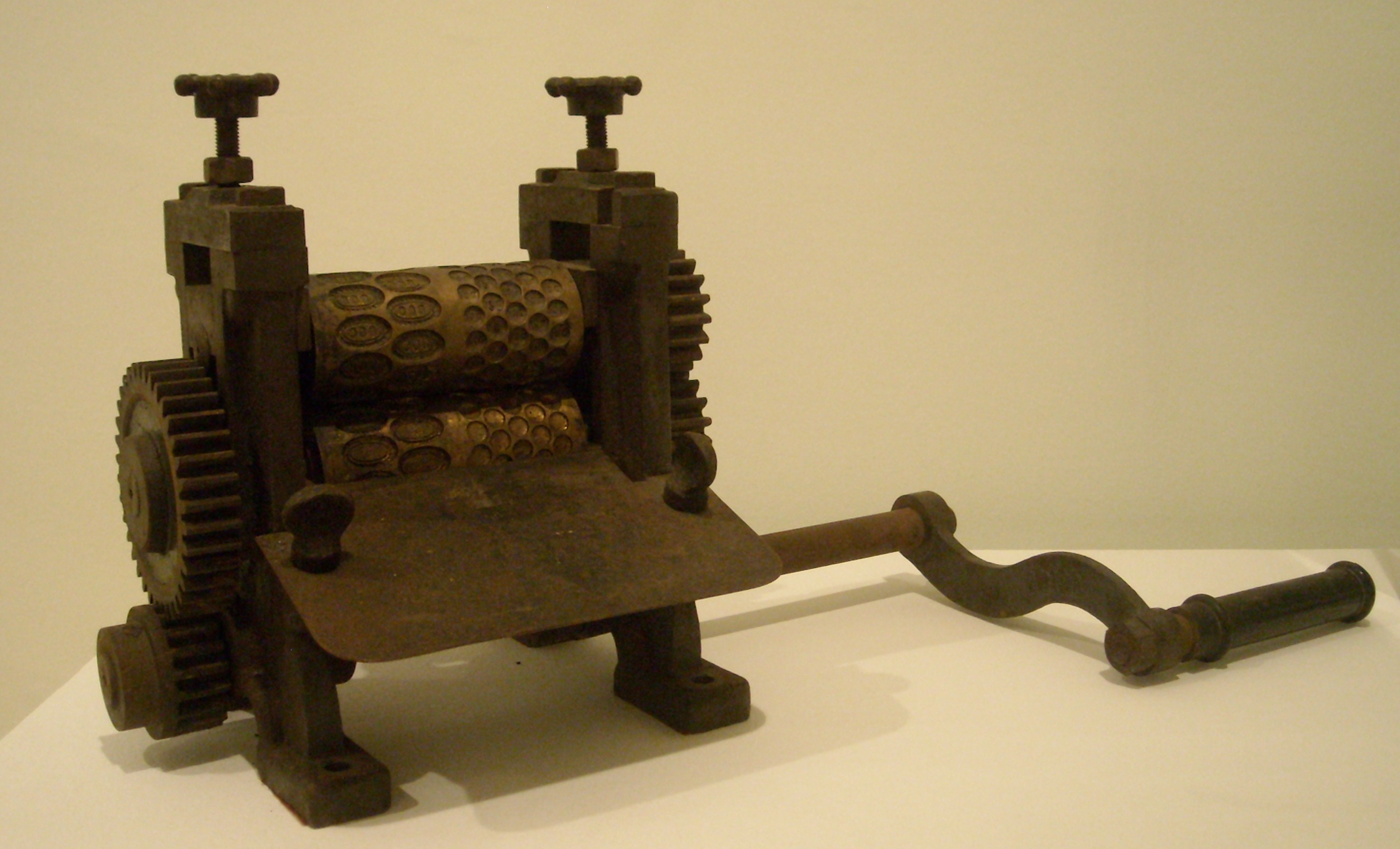
Màquina de hacer pastillas de la antigua farmacia Balvey

El elemento más emblemático del Museo-Archivo es el conjunto de la antigua farmacia Balvey, con el mobiliario original de 1812, más de 200 tarros de farmacia de estilo imperio que conservan el contenido original y el utillaje de la botica. La exposición se complementa con un jardín botánico que representa la vegetación de la comarca y sus hierbas medicinales, además de un huerto de farmacéutico.
El fondo del Museo también comprende materiales etnológicos, arqueológicos y decorativos, así como un fondo de pergaminos de los siglos X a XIV y de documentos relacionados con la historia local, provenientes en su mayoría de la colección privada de Tomàs Balvey i Bas.